# Ludwik Janowicz
Ludwik Janowicz (ps. Konrad) (ur. 1858, zm. 12 czerwca 1902 w Jakucku) – polski działacz socjalistyczny I Proletariatu, historyk.
Jako jeden z niewielu proletariatczyków był gruntownie wykształcony, studiował podstawy handlu w Moskwie, tam też był działaczem Gminy Socjalistów Polskich. Był uczestnikiem „naukowej” frakcji socjalistycznej. Jako człowiek posiadający edukację był zaangażowany w tworzenie schematów organizacyjnych i pisanie odezw. Prawdopodobnie był autorem statutu kółek robotniczych. Został zaangażowany w styczniu 1884 przez Stanisława Kunickiego i Aleksandra Dębskiego do uczestnictwa w Komitecie Centralnym I Proletariatu. Był pomysłodawcą stworzenia kółek samokształceniowych, które miały za zadanie uczyć pisać i czytać najniższe warstwy robotnicze zaangażowane w ruch proletariacki. Aresztowany w lipcu 1884 i osadzony w Cytadeli Warszawskiej. W procesie 29 działaczy Proletariatu otrzymał wyrok 16 lat katorgi, zamieniony na 10 lat uwięzienia w twierdzy Szlisselburskiej i zesłanie. Po opuszczeniu twierdzy musiał udać się na zesłanie do odległego o trzy tysiące kilometrów Obwodu Jakuckiego. Stamtąd miał zostać skierowany do Kołymska. Do Jakucka dotarł w 1897, chorował na zaawansowaną gruźlicę i nie był w stanie kontynuować podróży. Zezwolono mu na pozostanie, ale wada wzroku nie pozwalała mu na podjęcie pracy zarobkowej. W miarę możliwości kontynuował statystyczno-historyczne studia, tam powstała jego rozprawa „Szkic rozwoju przemysłowego Polski” (wyd. 1907 w Krakowie). Utrzymywał się ze środków przesyłanych przez rodzinę, a następnie otrzymał zasiłek rządowy. Z zaoszczędzonych pieniędzy zakupił dwuizbowy dom, który przekazał na urządzenie biblioteki. W 1902 jego stan zdrowia znacznie pogorszył się, po przewiezieniu do Jakucka przeszedł załamanie psychiczne i popełnił samobójstwo.
Jego kuzynem był Jan Janowicz - lekarz.